# Martin Lake
Martin Lake är en sjö i Kanada.   Den ligger i provinsen Saskatchewan, i den centrala delen av landet, 2 700 km nordväst om huvudstaden Ottawa. Martin Lake ligger 243 meter över havet. Arean är 10,6 kvadratkilometer. Den sträcker sig 6,1 kilometer i nord-sydlig riktning, och 4,9 kilometer i öst-västlig riktning.
Trakten runt Martin Lake är nära nog obefolkad, med mindre än två invånare per kvadratkilometer.